# Jules Van Ackere (politicus)
Jules Aimé Constant Van Ackere (Wevelgem, 22 februari 1851 - aldaar, 3 november 1934) was een Belgisch politicus.

## Levensloop
Hij was een telg uit het geslacht Van Ackere.
In 1884 werd hij aangesteld als burgemeester van Wevelgem in opvolging van zijn overleden vader Jean Van Ackere. Zelf werd hij in 1926 als burgemeester opgevolgd door zijn zoon Jules Constant van Ackere.
In 1936 werd de voormalige Menenstraat ter hoogte van kasteel Vanackere (vanaf de Markt tot aan de hoek van de Kloosterstraat) hernoemd tot Vanackerestraat in herinnering van de drie opeenvolgende burgemeesters 'van Ackere'.